# Savski gaj
Savski gaj je mjesni odbor u Novom Zagrebu, na jugozapadu Zagreba. Okružuju ga četvrti: Kajzerica, Lanište, Remetinec, Sveta Klara i Trokut. Površine je 71,37 ha. 2021. godine imao je 5343 stanovnika.